# Штірбец
Штірбец (рум. Știrbăț) — село у повіті Сучава в Румунії. Входить до складу комуни Удешть.
Село розташоване на відстані 348 км на північ від Бухареста, 20 км на південний схід від Сучави, 93 км на північний захід від Ясс.

## Населення
За даними перепису населення 2002 року у селі проживали 628 осіб, з них 624 особи (99,4%) румунів. Рідною мовою 625 осіб (99,5%) назвали румунську.